# E112 (trasa europejska)
E112 – byłe oznaczenie drogi międzynarodowej w Europie w latach 1968–1983, przebiegającej na obszarze Anglii.
Droga E112 miała ustalony przebieg Felixstowe – Ipswich – Cambridge – St. Neots oraz łączyła się z trasami E31 i E113.
Oznaczenie to obowiązywało do początku lat 80., kiedy wprowadzono nowy system numeracji tras europejskich. Od tamtej pory numer E112 pozostaje nieużywany.

## Historyczny przebieg E112
Lista dróg opracowana na podstawie materiałów źródłowych
| Wielka Brytania | droga nr 45: Felixstowe – Ipswich – Cambridge – St. Neots |